# 스마트보안관
스마트보안관(영어: Smart Sheriff)은 자녀보호 모바일 애플리케이션이다.

## 정부와의 연관
스마트보안관은 대한민국 정부의 개발 지원 및 후원으로 무료 배포되고 있다.
대한민국 정부는 19세 이하 사용자들의 스마트폰에 설치할 것을 요구하고 있으며, 아이들의 부모 및 보호자는 자녀의 온라인 활동을 감시하거나 다양한 웹사이트의 접속을 차단할 수 있다. 법으로 의무화된 보호자 제어 어플리케이션은 전 세계에서 처음이다.

## 비판 및 논란
대한민국 정부가 해당 어플리케이션으로 미성년자를 해로운 내용에서 보호했다는 반면에, 어플리케이션으로 인한 사생활 침해에 대한 비판도 있다.

더 나아가, 비평가들은 앱이 안드로이드용 기기에서만 가능하며, 애플의 iOS와 같은 다른 플랫폼의 사용자들에게는 불가능한 허점을 지적했다. 또한, 오래된 안드로이드용 폰에서도 작동하지 않는 등 여러 문제점을 보였다.
사단법인 오픈넷은 스마트보안관 앱을 공식적인 협의 없이 10대들의 앱에 감시 카메라를 설치하는 것과 같아서, 법규에 대한 이의를 법원에 제기할 것이라고 했다.

## 기능
앱에 키로깅 소프트웨어가 내장되어 있어 유해 단어가 검색되면 부모님께 알림이 간다. 부모가 자녀의 스마트폰 사용 위치, 사용 시간, 사용 앱, 방문 사이트를 모니터링 할 수 있으며, 사용중인 어플리케이션 제거 및 스마트폰 전원 끄기 등과 같은 원격 제어 권한도 있다.

## 같이 보기
- ZEM (애플리케이션)
- 엑스키퍼
- 모바일펜스
- 구글 패밀리 링크